# Igual que Ayer, Igual que Antes
"Igual que Ayer, Igual que Antes" (creditada como "I Am So Happy" no Brasil) é uma canção gravada pelo trio argentino Galleta, composta pelos membros Carlos Iturbide e Aníbal Conte. Inclusa no álbum Galleta Soul, a música fez parte da trilha sonora do filme Así es Buenos Aires.  
Alcançou grande êxito no Brasil, terminando o ano de 1972 no 37º lugar das canções mais reproduzidas nas rádios do país e ganhando uma versão do grupo The Fevers. Em dezembro de 1971, no estado do Rio de Janeiro, a versão original chegou ao segundo lugar. 

## Produção

### Gravação
A canção foi produzida por Santiago "Sam" Malnati, que estava iniciando sua carreira, nos estúdios da Odeon Pops, Buenos Aires, em dois canais. Iturbide e Conte compuseram, música e letra, dentro do estúdio. Malnati tocou o cowbell e fez os vocais com as repetições da letra junto a Conte e a namorada de Iturbide. Sendo gravada apressadamente e sem muitos cuidados, contém falhas como um pequeno atraso do cowbell ao final.

### Lançamento
Foi lançada primeiramente como compacto simples, sendo então incluída no lado B do álbum Galleta Soul e na trilha sonora do filme Así es Buenos Aires.

## Sucesso no Brasil
O single fez um grande sucesso no Brasil, chegando, em dezembro de 1971, ao segundo lugar nas tabelas musicais do Rio de Janeiro (atrás apenas de "Amada Amante", de Roberto Carlos) e terminando o ano seguinte em 37º lugar, nacionalmente.
Em 1986, a canção viria a aparecer em uma coletânea, 14 Discos de Ouro, lançada no Brasil pela gravadora EMI-Odeon em colaboração com o SBT. Durante a década de 2000, fez parte da trilha sonora do programa Amaury Jr., entrando em 2007 para o CD As Músicas do Programa Amaury Jr..

### Tabelas musicais
| Tabela musical (1971)          | Melhor posição |
| ------------------------------ | -------------- |
| Brasil, Rio de Janeiro — IBOPE | 2              |
| Tabela musical (1972)          | Melhor posição |
| Brasil, São Paulo — IBOPE      | 4              |

| Tabela musical (1972)        | Melhor posição |
| ---------------------------- | -------------- |
| Brasil — Top Hits Mofolândia | 37             |
| Brasil — Mais Tocadas        | 37             |

### Versão de The Fevers
Em 1971, uma versão da canção em português foi composta por Rossini Pinto e gravada pelo grupo brasileiro The Fevers. Intitulada "Sou Feliz", a música entrou para o álbum A Explosão Musical dos Fevers.